# Demooo
『Demooo』は、日本のロックバンドAoooのデモEPである。2024年3月6日に発売された。

## 背景とリリース
Aooo初の音源作品である。ライブ会場限定での販売となっていた作品で、現在は廃盤となっている。
2024年3月6日に渋谷duo MUSIC EXCHANGEにて行われたHakubi・チリヌルヲワカとの対バンライブにて本作が発売となる予定だったが、製造上の不備により発売が延期となった。その為、当日は本作からランダムで1曲を収録したCD-Rをメンバーが手焼きし、提供した。その後同年4月29日のちゃくらとのツーマンライブ「エレキレストラン127」にて販売を開始した。
2024年5月6日にYouTube上で公開したスタジオライブAooo – 『Live at Studiooo』では、本作の収録曲を中心に披露された。
本作の楽曲は全曲1stフルアルバム『Aooo』に再録された。

## 収録内容
| #         | タイトル         | 作詞      | 作曲           | 時間  |
| --------- | ---------------- | --------- | -------------- | ----- |
| 1.        | 「アパシー」     | 石野理子  | Aooo           | 3:20  |
| 2.        | 「イエロートイ」 | ツミキ    | ツミキ         | 3:00  |
| 3.        | 「リピート」     | すりぃ    | すりぃ         | 3:30  |
| 4.        | 「青い煙」       | 石野理子  | やまもとひかる | 3:16  |
| 合計時間: | 合計時間:        | 合計時間: | 合計時間:      | 13:06 |

## 楽曲解説
アパシー
メンバーが全員で作曲を手掛けた唯一の楽曲であり、Aoooとしては初のオリジナル曲。Aoooとしての初ライブでもある2023年9月16日にShibuya eggmanにて開催されたAwkmiuの企画ライブ「Awkmiu presents LIVE "Gift Shop"」にて初披露した。石野理子によると、本楽曲は初ライブの直前に完成したという。
イエロートイ
作詞作曲をツミキが担当。石野理子がシンセサイザーを演奏している他、各楽器隊のソロパートがある楽曲となっており、ライブでも人気な楽曲となっている。
リピート
作詞作曲をすりぃが担当。バズリズム02にてバカリズム脚本の『ブラッシュアップライフ』にインスパイアされたことを明かした。
青い煙
作詞を手掛けたボーカルの石野理子はこの曲について『10代の頃に考えていたこと、今も変わらず感じていることを、特に年端かも行かない年齢の人に共有したいという気持ちから書いた曲です。』と語っている。